# Vincent Zhao
Vincent Zhao Wenzhuo, també conegut com a Wing Zhao o Chiu Man-cheuk (趙文卓 | cantonès: Jiu Man-cheuk; mandarí: Zhào Wénzhuō) és un actor xinès, nascut a Harbin, Heilongjiang, el 10 d'abril de 1972.

## Biografia
Zhao i els seus dos germans grans van començar el seu ensinistrament en arts marcials des de nens. Als 8 anys es va convertir en deixeble de Zhang Zhibin i després en membre de l'equip local de Wushu. A la Universitat es va proclamar vencedor del Campionat Nacional Juvenil d'Arts Marcials, atraient l'interès de la indústria cinematogràfica el 1992, que ho va seleccionar per interpretar al vilà en la pel·lícula Fong Sai-yuk (1993) de Corey Yuen, produïda i protagonitzada per Jet Li. El productor Tsui Hark va quedar impressionat per les seves qualitats i ho va convertir en substitut de Li en el paper de Wong Fei-hung en les pel·lícules Once Upon a Time in China 4 i Once Upon a Time in China 5, així com en la posterior sèrie de TV de 1996. Tsui i Zhao van rodar junts diversos projectes més fins que Zhao es va centrar en la seva carrera televisiva, protagonitzant sèries èpiques basades en recents èxits cinematogràfics com New Legend of Fong Sai-yuk, Legend of Huo Yuanjia, The Storm Riders o Seven Swordsmen. L'any 2009 va tornar al cinema per interpretar un altre personatge llegendari, "Beggar" So Hat-yi en la pel·lícula True Legend de Yuen Woo-ping.